# オスカル・カーメンツィント
オスカル・カーメンツィント（Oscar Camenzind、1971年9月12日- ）は、スイス、シュヴィーツ出身の元自転車競技選手。

## 経歴
アマチュア時代の1995年、日本の日本鋪道レーシングに所属、ジャパンカップのアマチュア・オープンレース部門で優勝。
1996年にプロロードレース選手となる。
マペイに移籍した1997年、スイス国内選手権・個人ロードレース優勝。ツール・ド・スイス総合2位。
1998年、オランダ、ファルケンビュルフで開催された世界自転車選手権・個人ロードレースにおいて、ペーター・ファンペテヘムらを抑えて優勝。また同年のジロ・ディ・ロンバルディアも制した。そして、1998年のスイス スポーツマンオブザイヤーを受賞。
1999年、ランプレ・ダイキンに移籍。
2000年、ツール・ド・スイス総合優勝。
2001年、リエージュ〜バストーニュ〜リエージュ優勝。
2002年、フォナックに移籍。

### ドーピング問題
2004年のアテネオリンピックを目前に控えた同年7月22日、エリスロポエチン（EPO）陽性反応により、同大会の出場機会を失った。その後まもなく、現役引退を表明した。